# Antigo Capitólio
O Antigo Capitólio ou Velho Capitólio (em latim: Capitolium Vetus) foi um templo arcaico na Roma Antiga, dedicado à Tríade Capitolina. O adjetivo "Antigo" distingue-o do principal templo à Tríade no Capitólio e mostra que era o mais velho dos dois e possivelmente o mais velho templo em Roma dedicado para eles.

## Localização
O templo foi construído no Quirinal no que hoje corresponde ao rione de Trevi. Se encontrava ao norte do Quirinal e ao noroeste do Ministério da Defesa, perto do qual foram descobertas inscrições dedicatórias.

## Função
Este foi um templo dedicado para a Tríade Capitolina, ou seja, para Júpiter, Juno e Minerva. O adjetivo "antigo" que está associado ao nome do templo permite distingui-lo do templo construído no Capitólio. Significa certamente que é o mais velho do que o último e foi talvez originalmente dedicado para a tríade arcaica formada por Júpiter, Marte e Quirino.